# Сејлем (Западна Вирџинија)
Сејлем (енгл. Salem) град је у америчкој савезној држави Западна Вирџинија.

## Демографија
По попису из 2010. године број становника је 1.586, што је 420 (-20,9%) становника мање него 2000. године.
| Група             | 2000.         | 2010.         |
| Белци             | 1.746 (87,0%) | 1.467 (92,5%) |
| Афроамериканци    | 47 (2,3%)     | 65 (4,1%)     |
| Азијати           | 159 (7,9%)    | 2 (0,1%)      |
| Хиспаноамериканци | 20 (1,0%)     | 18 (1,1%)     |
| Укупно            | 2.006         | 1.586         |